# Bennett Cerf

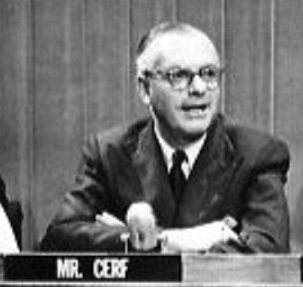
Bennett Cerf en el programa concurso "What's My Line?", en 1952

Bennett Alfred Cerf (25 de mayo de 1898-27 de agosto de 1971) fue un editor y humorista estadounidense, uno de los fundadores de la editorial Random House. También fue conocido por sus recopilaciones de chistes y por sus apariciones en el programa de concursos What's My Line?

## Biografía
Cerf nació el 25 de mayo de 1898 en Manhattan en el seno de una familia judía de origen alsaciano. Su padre Gustave Cerf fue litógrafo; su madre Frederika Wise fue la heredera de una fortuna de tabaco. Frederika murió cuando Bennett tenía quince años; poco después, el hermano de Frederika, Herbert, ingresó en el hogar y ejerció una gran influencia social y literario sobre el adolescente.
Cerf asistió a la escuela secundaria Townsend Harris. En 1919 recibió un bachillerato en humanidades de Columbia University. Después de su graduación, trabajó brevemente como periodista del New York Herald Tribune, y en una agencia de corredores de Wall Street. Luego fue nombrado vicepresidente de la editorial Boni & Liveright. En 1925 Cerf y Donald S. Klopfer formaron una asociación para comprar los derechos de la Modern Library de Boni & Liveright. En 1927, comenzaron a publicar libros de interés general que habían escogido al azar ("at random"). Esto fue el inicio de su propia editorial, a la que luego dieron el nombre Random House.
Cerf destacó a la hora de establecer relaciones personales y consiguió contratos con escritores importantes como William Faulkner, John O'Hara, Eugene O'Neill, James Michener, Truman Capote y Theodor Seuss Geisel, entre otros. Publicó La rebelión de Atlas por Ayn Rand, a pesar de que estaba en total desacuerdo con su filosofía  objetivista. Admiró a Rand por su "sinceridad" y "brillantez", y los dos se hicieron amigos para toda la vida.
En 1933, Cerf ganó el proceso judicial United States v. One Book Called Ulysses, que pasaría a ser todo un precedente contra la censura gubernamental, y de este modo logró publicar Ulises, la novela de James Joyce, en versión completa por vez primera en los Estados Unidos.
En 1944, Cerf publicó el primero de sus libros de chistes, Try and Stop Me, ilustrado por Carl Rose. El segundo, Shake Well Before Using, apareció en 1949. 
A principios de los años 50, Cerf compró una finca en Mount Kisco que sería su hogar por el resto de su vida. Se casó con la actriz Sylvia Sidney el 1 de octubre de 1935; se divorciaron seis meses después. Luego se casó con la actriz Phyllis Fraser, una prima de Ginger Rogers, el 17 de septiembre de 1940. La unión produjo dos hijos, Christopher y Jonathan. 
Antes de 1951, Cerf apareció ocasionalmente en Who Said That? (Quién dijo eso?), un juego de concursos en que un panel de celebridades intenta adivinar la fuente de una cita sacada de noticias recientes. En 1951 empezó participar semanalmente en What's My Line? y permaneció 16 años hasta que terminó el programa en 1967.   
Cerf murió de causas naturales el 27 de agosto de 1971 en Mount Kisco, Nueva York.